# Sterilisiereinheit
Eine Sterilisiereinheit (Abkürzung StE) ist ein genormtes Standardvolumen bei der Sterilisation in Autoklaven. Dieses hat die Form eines Quaders mit den Abmessungen (L × B × H) 60 × 30 × 30 Zentimeter, was 54 Liter Volumen ergibt.